# Биску, Бела
Бела Биску (венг. Biszku Béla; 13 сентября 1921, Макропапи, Венгрия — 31 марта 2016, Будапешт, Венгрия) — венгерский партийный и государственный деятель, министр внутренних дел Венгерской Народной Республики (1957—1961).

## Биография
Родился в бедной крестьянской семьи, после окончания начальной школы получил профессиональную подготовку металлиста и мастера-инструментальщика.
С 1937 по 1941 г. работал в качестве механика на заводе по производству лифтов и холодильников в Вертхайме, а затем в течение года — в качестве мастера на приборостроительном заводе «Маркс и Мерей», прежде чем в 1942 г. стал сотрудником Philips (Magyar Philips).
В 1955 г. окончил Высшую партийную школу при Венгерской партии трудящихся.
В 1943 г. он становится членом Союза металлистов, а в 1944 г. — членом Венгерской коммунистической партии (ВКП). После оккупации в ходе операции «Маргарете» в 1944 г. страны фашистской Германией он принял участие в вооруженном сопротивлении в рабочем районе Будапешта Ангиальфельд и затем стал командиром полицейского участка в 13-м округе венгерской столицы.
В послевоенное время являлся сотрудником организационного отдела Будапештского комитета ВУП, в 1946 году был назначен заместителем заведующего, а в 1949 г. — заведующим организационным отделом Будапештского городского комитета Венгерской партии трудящихся (ВПТ). В 1951—1953 гг. — первый секретарь окружного комитета ВПТ в 10-м округе Будапешта (Кёбанья).
В 1955—1956 гг. — секретарь, а с 1956 по ноябрь 1957 гг. — первый секретарь Будапештского городского комитета Венгерской социалистической рабочей партии (ВСРП).
- 1957—1961 гг. — министр внутренних дел,
- 1961—1962 гг. — заместитель председателя Совета Министров Венгерской Народной Республики,
- 1962—1978 гг. — секретарь ЦК ВСРП,
- 1980—1989 гг. — председатель Ревизионной комиссии Национального совета профсоюзов ВНР.

Избирался членом ЦК ВСРП (1956—1985), членом Политбюро ЦК ВСРП (1956—1980). Депутат Государственного собрания ВНР (1958—1985).
Уйдя на пенсию в 1989 г., долгое время — до 2008 г. находил в тени общественно-политической жизни. В 2008 г. режиссёр Фружина Скрабски сняла фильм «Дрожащие коммунисты», посвященный остававшимся в живых членам руководства ВСРП, участвовавшим в подавлении «Венгерского восстания». В этом фильме Биску стал одним из героев, заявив, что не видит повода для раскаяния и что Имре Надь заслужил свою судьбу. Выход картины и заявления бывшего министра вызвали политический скандал.
После его телевизионных выступлений на основании доклада 27 января 2011 г. прокуратурой против него было выдвинуто обвинение в публичном отрицании преступлений национальных социалистических и коммунистических режимов (§ 269 Уголовного кодекса Венгрии). 24 февраля 2011 года судья по делу приостановил производство и обратился в Конституционный суд в связи с предполагаемой неконституционностью положений Уголовного кодекса. По мнению судьи, она нарушала правовую определённость и свободу выражения мнения.
В октябре 2010 г. адвокат Адам Геллерт обратился к властям с заявлением о необходимости преследования лиц, участвовавших в подавлении восстания 1956 г., включая Биску. Юридически эти заявления были отклонены Генеральной прокуратурой.
В октябре 2012 г. прокуроратура Будапешта предъявила ему обвинение в организации убийств в ходе событии 1956 г., в силу преклонного возраста подозреваемого ему была определена мера пресечения в виде домашнего ареста. В октябре 2013 г. список обвинений был расширен. В мае 2014 г. 92-летний бывший министр был приговорен будапештским судом к пяти с половиной годам лишения свободы в качестве по обвинениям в качестве подстрекателя к военным преступлениям, злоупотреблению боеприпасами и общественному отрицанию преступлений коммунистического режима, совершенных несколькими людьми.
Решением столичного апелляционного суда второй инстанции данное решение было отменено и дело было направлено на новое рассмотрение. 17 декабря 2014 г. суд первой инстанции приговорил его к двум годам тюремного заключения с отсрочкой приговора на три года.
В сентябре 2012 г. ультраправая партия «Йоббик» организовала демонстрацию перед домом, где проживал Биску с семьей; среди прочего демонстранты требовали отмены так называемых «роскошных пенсий». Многие демонстранты скандировали: «Убийца».

## Публикации
- «Актуальные вопросы диктатуры пролетариата в Венгрии», Кошут Киадо, Будапешт, 1957.
- «Задачи партии по выполнению решений VIII съезда ВСРП», Кошут Киадо, Будапешт, 1963 год.
- «Актуальные вопросы ведущей роли партии», Кошут Киадо, Будапешт, 1969 год.
- «К вопросам развития общественной работы и партийного управления», Кошут Киадо, Будапешт, 1972.
- «Партия и государство на службе народа, речи, статьи», Кошут Киадо, Будапешт, 1972.